# NGC 1016
NGC 1016 je galaksija u zviježđu Kit.

## Vanjske poveznice
- SEDS: NGC 1016